# Salon des refusés (album)
Salon des refusés is het tweede studioalbum van In Lingua Mortua, zijnde Lars Fredrik Frøislie en vrienden. Froislie is lid van Wobbler maar heeft af en toe een uitstapje naar grovere muziek nodig. Naast Wobbler speelde hij in andere bands en kwam met In Lingua Mortua met albums die een mengeling laten horen van blackmetal en progressieve rock. De zangstijl in grunt, de muziekstijl is wat moeilijk te omschrijven omdat op dit album Froislie ook jazzinvloeden a la Van der Graaf Generator heeft verwerkt. Grunts worden afgewisseld met forse (digitale en analoge) mellotron- en hammondorgelgeluiden, waardoor een uiterst somber album ontstond.
In hoeverre de titel verwijst naar Salon des Refusés is onduidelijk.

## Musici
De lijst met gastmusici is wederom lang:
- Geir Marius Bergom Halleland: gitaar
- Anders Blystad: gitaar
- Lars F. Frøislie: slagwerks, zang, toetsinstrumenten, gitaar, basgitaar, contrabas
- Raymond Haakenrud: gitaar
- Hallvard W. Hagen: gitaar
- Jacob Holm-Lupo: gitaar
- Tony Kåreid: gitaar
- Martin N. Kneppen: gitaar
- Niklas Kvarforth: zang
- Jørgen Munkeby: saxofoon
- Thebon: zang
- Thomas Myrvold: basgitaar
- Trondr Nefas: gitaar
- Marius Solaussen: gitaar
- Ketil Vestrum Einarsen: dwarsfluit

## Muziek
De toon voor het album wordt gezet in het eerste nummer. Openingszin: "There’s no future, no turning back; you’ve had your chance": 

| Nr. | Titel                  | Duur |
| --- | ---------------------- | ---- |
| 1.  | Full fathomfive        | 3:19 |
| 2.  | Existence              | 2:57 |
| 3.  | Darkness               | 5:08 |
| 4.  | Catharsis              | 3:33 |
| 5.  | Like the ocean         | 8:11 |
| 6.  | Into the mincer        | 1:42 |
| 7.  | Open the door of Janus | 5:32 |
| 8.  | Electrocution          | 1:29 |
| 9.  | Skjelvende av angst    | 3:46 |
| 10. | A force of nature      | 2:11 |
| 11. | Cold Void Messiah      | 6:51 |